# Tell Ramad
Tell Ramad (arabsko تل رماد) je prazgodovinski neolitski tell ob vznožju gore Hermon, približno 20 kilometrov jugozahodno od Damaska, Sirija. Na tellu je bila majhna vas s površino 2 ha, prvič naseljena v poznem 8. tisočletju pr. n. št.
Tell Ramad so odkrili francoski cariniki. Leta 1939 ga je obiskal Laurisson Ward in na površini zbiral predmete, ki so zdaj v muzeju Peabody. Najdišče je zatem odšlo nekoliko v pozabo, dokler ga nista ponovno odkrila W.J. van Liere in Henri de Contenson. Slednji je vodil osem sezon izkopavanj med letoma 1963 in 1973.
Pomembne najdbe iz najzgodnejšega obdobja so številne ovalne jame s premerom 3-4 m, z malto utrjenimi tlemi, z glino ometanimi stenami, glinastimi pečmi in zabojniki,  ki so služile kot hiše.  Med naselitvenima plastema I in II ni nobenega znaka, ki bi kazal na prekinitev naselitve. Zdi se, da se tudi pogrebne navade niso spremenile.  Pokopavali so večinoma v skupnih grobovih in s skromnimi grobnimi pridatki. V obeh plasteh so odkrili različna orodja iz kremena, vključno s srpi, in konice puščic.
Tell Ramad je eno redkih najdišč, ki so bistvena za razumevanje izvora kmetijstva, ker so v njem odkrili različne vrste udomačene pšenice, ječmena in lana. Za področje Tell Ramada je značilna dvoredna pšenica, ki so je verjetno vzgojili prav tukaj. Med divjo rastlinsko hrano so spadali pistacije, mandlji, fige in divje hruške. Ostanki sesalcev v plasti I kažejo, da so bile istočasno udomačene ovce in koze, čeprav je bilo število ovac trikrat večje od števila koz.